# 卡尔顿·钱伯斯
卡尔顿·钱伯斯（英語：Carlton Chambers，1975年6月27日—），加拿大男子田径运动员，主攻短跑。他曾代表加拿大参加1996年夏季奥林匹克运动会田径比赛，获得男子4×100米接力金牌。